# Curtiss XP-31 Swift
Il Curtiss XP-31 Swift fu un aereo da caccia monomotore, monoposto e monoplano ad ala bassa sviluppato dall'azienda aeronautica, statunitense Curtiss Aeroplane and Motor Company nei primi anni trenta del XX secolo e rimasto allo stadio di prototipo.
Oltre a essere il primo caccia monoplano sviluppato dall'azienda, il modello introduceva alcune raffinatezze tecniche, come la prima cabina di pilotaggio chiusa su un aereo da caccia statunitense, ma fu anche l'ultimo caccia ad avere un carrello d'atterraggio fisso e ali rinforzate esternamente. Proposto allo United States Army, l'esercito statunitense, per equipaggiare i reparti della sua componente aerea, l'Army Air Corps, nonostante le sue innovazioni, l'XP-31 non offriva alcun vantaggio rispetto al suo rivale Boeing P-26 Peashooter e non fu ordinato nella produzione in serie.

## Storia del progetto

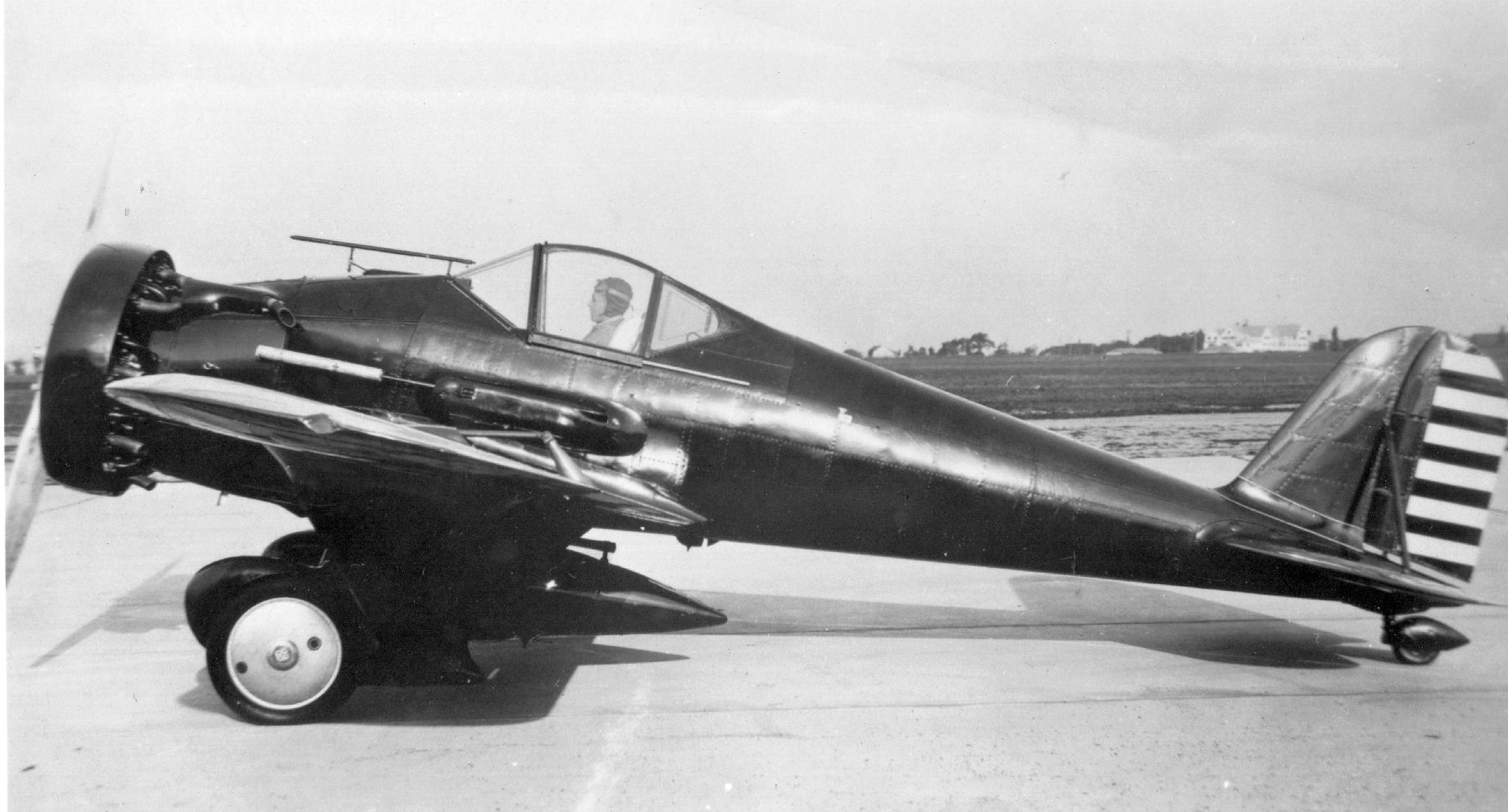
Vista laterale dell'XP-31 nella sua configurazione originale.

Nei primi anni trenta si fece pressante la necessità di rinnovare il parco velivoli da caccia in dotazione all'United States Army Air Corps (USAAC), basato ancora su modelli dalla velatura biplana quando oramai la tendenza era quella di sviluppare velivoli monoplani sacrificando la maneggevolezza in favore delle migliori prestazioni in velocità massima. In quest'ambito, pur non emettendo ufficialmente né un bando di concorso né una specifica tecnica al riguardo, le autorità militari dell'esercito incoraggiarono le aziende nazionali a sviluppare un nuovo modello monoplano da avviare a un ciclo di valutazione comparativa con i modelli già in servizio.
L'ufficio tecnico della Curtiss elaborò il progetto relativo a un compatto monoplano ad ala bassa di costruzione interamente metallica con carrello d'atterraggio fisso, identificato dall'US Army come Wright Field Project XP-934, in quanto aereo di proprietà privata che veniva testato dall'USAAC, attingendo all'esperienza acquisita nello sviluppo del contemporaneo Curtiss A-8 da attacco al suolo appena entrato in servizio. Il modello era inoltre caratterizzato dall'abitacolo per il pilota, chiuso, protetto da un tettuccio, soluzione tecnica che lo vede detenere il primato di primo caccia statunitense ad adottare tale configurazione, battendo sul tempo proprio la concorrente Boeing che lo introdusse nel Boeing YP-29 qualche mese più tardi. La velatura, come altri pari ruolo sviluppati nello stesso periodo, era del tipo a semisbalzo, ovvero che necessitava di aste di controvento a rinforzo per assicurare la necessaria rigidità ed integrità strutturale complessiva.
Proposto, nel 1932, alla valutazione del personale dello US Army in concorrenza con un simile progetto elaborato dalla Boeing, l'XP-26, il prototipo, volò per la prima volta nel luglio di quello stesso anno, venendo ridesignato XP-31 in base alle convezioni di denominazione allora in vigore nell'esercito solo ad acquisto effettivamente avvenuto, il 1º marzo 1933.
La propulsione, benché fosse inizialmente previsto l'utilizzo di un Curtiss V-1570 Conqueror 12 cilindri a V raffreddato a liquido da 600 hp (447 kW), su richiesta del committente fu invece affidata a un motore Wright Cyclone, a seconda delle fonti o un R-1750 o un R-1820, entrambi dall'architettura radiale 9 cilindri singola stella raffreddato ad aria e in grado di sviluppare una potenza massima di 700 hp (522 kW), dotato di anello Townend per massimizzare il flusso d'aria per il raffreddamento dei pacchi lamellari dei cilindri e che trasmetteva il moto a un'elica bipala. Solo in un secondo momento, quando le prove rivelarono che le prestazioni del velivolo erano insoddisfacenti e non in grado di raggiungere quelle previste, la cellula venne riconvertita per accogliere un Curtiss G1V-1570F Conqueror, sempre da 600 hp (447 kW), tuttavia, sebbene grazie al migliore profilo aerodinamico raggiungesse una velocità più elevata, la massa aggiuntiva dovuta anche all'impianto di raffreddamento lo rendevano sovrappeso. In questo periodo di transizione, per breve tempo al modello venne anche adattato un radiale Pratt & Whitney Wasp.

## Tecnica

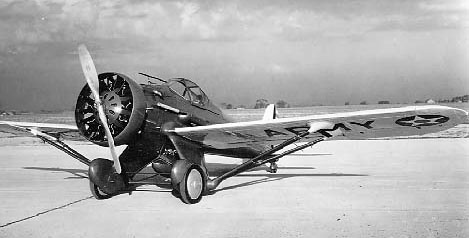
Il Curtiss XP-934 nella sua configurazione originale a motore radiale.

L'XP-31 Swift era un velivolo dall'aspetto, per l'epoca, moderno ed elegante, un compatto monomotore, monoposto e monoplano ad ala bassa, dotato tuttavia ancora di un carrello d'atterraggio fisso.
La cellula integrava la cabina di pilotaggio monoposto, chiusa da un tettuccio di forma arrotondata, raccordato con la parte dorsale della fusoliera e apribile con scorrimento verso coda. Questa terminava rastremandosi in un impennaggio convenzionale monoderiva con piani orizzontali controventati grazie a tiranti che li collegavano all'elemento verticale.
La velatura era del tipo monoplana, a semisbalzo, a pianta rettangolare montata bassa sulla fusoliera, irrobustita grazie a una coppia di aste di controvento, una per lato, "a V", elementi che collegavano la parte mediana delle semiali all'intradosso alla parte esterna delle gambe di forza del carrello d'atterraggio. L'intero piano alare era dotato di ipersostentatori sia sul bordo d'attacco, retrattili, che su quello d'uscita per gran parte della sua lunghezza, con i primi che si aprivano automaticamente a 24 km/h; 13 kn (15 mph) al di sopra della velocità di stallo.

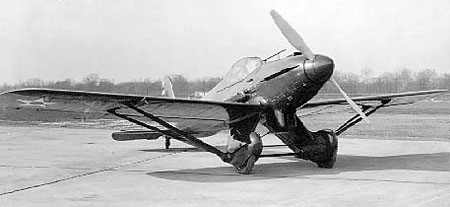
L'XP-31 Swift nella sua conclusiva configurazione con il V12 Curtiss V-1570 Conqueror.

Il carrello d'atterraggio era del tipo triciclo posteriore, con elementi principali costituiti da gambe di forza ammortizzate su struttura collassabile, abbondantemente carenate e dotate di copertura "a pantalone" ad avvolgere parzialmente le ruote.
La propulsione fu inizialmente affidata a un motore Wright Cyclone, a seconda delle fonti o un R-1750 o un R-1820, entrambi dall'architettura radiale 9 cilindri singola stella raffreddato ad aria e in grado di sviluppare una potenza massima di 700 hp (522 kW), dotato di anello Townend per massimizzare il flusso d'aria per il raffreddamento dei pacchi lamellari dei cilindri. In seguito fu cambiato con un Curtiss G1V-1570F Conqueror, 12 cilindri a V raffreddato a liquido da 600 hp (447 kW), sia nella fase iniziale in una versione civile che nella V-1570-53 ad uso militare mantenuta dopo l'acquisizione da parte dello US Army. Entrambi trasmettevano il moto a un'elica bipala.

## Impiego operativo
Nonostante le sue dimensioni ridotte, le successive prove di volo rivelarono che il velivolo, con i suoi 473 L (125 US gal) di carburante, era gravemente sovrappeso esprimendo delle prestazioni inferiori alle aspettative.
Le valutazioni nelle prove dell'USAAC dell'XP-31 Swift nella configurazione originale a motore radiale furono molto negative. Equipaggiato con il radiale Wright R-1750 Cyclone, un 9 cilindri singola stella raffreddato ad aria, abbinato a un anello Townend e in grado di sviluppare una potenza massima di 700 hp (522 kW), nonostante l'ala fosse dotata di ipersostentatori sia sul bordo d'attacco, retrattili, che su quello d'uscita per gran parte della sua lunghezza, le sue prestazioni furono considerate pessime. L'azienda decise allora di sostituire l'iniziale propulsore con il V12 a liquido V-1570 Conqueror, di potenza inferiore ma che permetteva una minore resistenza aerodinamica. In questa configurazione il velivolo (s/n 33-178) fu consegnato il 1º marzo 1933, quando oramai le autorità militari avevano già stipulato un contratto di fornitura con la Boeing. Dopo il ciclo di prove valutative, benché una fonte affermi fosse stato demolito nel 1935, una diversa indica che l'XP-31, ridesignato ZXP-31 (il suffisso Z era per indicare materiale obsoleto), venne ritirato dal servizio per poi essere consegnato, nel luglio 1936, a una scuola per meccanici dell'Air Corps.

## Utilizzatori
Stati Uniti
- United States Army Air Corps

### Riviste
- Rivista aeronautica, n. 66, Roma, Stato maggiore aeronautica militare, ISSN 0391-6162 (WC · ACNP).